# 沙岗镇 (合浦县)
沙岗镇，是中华人民共和国广西壮族自治区北海市合浦县下辖的一个乡镇级行政单位。

## 行政区划
沙岗镇下辖以下地区：
沙岗街社区、田寮村、云江村、北域村、浦江村、双孖村、太平岭村、沙岗村、贤子山村、下屯村、双文村、西独村、三东村、裴屋村、大山村和七星村。